# Pregledni članek
Pregledni članek je vrsta strokovnega oziroma znanstvenega članka, namenjena kritičnemu povzemanju aktualnega znanja in stanja raziskav o določeni temi. Kot tak pregledni članek ne predstavlja primarne znanstvene literature, namenjene podajanju izvirnih podatkov, temveč je sekundarni vir, v katerem avtor ali avtorji – običajno uveljavljeni strokovnjaki na svojem področju – sistematično analizirajo in povzemajo relevantne predhodne objave na izbrano temo. Namen takega članka je izpostaviti ključne objave in povzeti konsenz o nekem strokovnem vprašanju ali izluščiti odprta vprašanja, nejasnosti v terminologiji ipd. Pregledni članki tako služijo kot zgoščen in nekoliko poenostavljen uvod v obravnavano tematiko za novince na področju ali uporabnike rezultatov (denimo zdravnike, ki oblikujejo terapevtske smernice) in izhodišče za bolj poglobljeno preučevanje primarne literature, včasih pa tudi sami po sebi podajajo svež uvid in spodbudo za nadaljnje raziskave.
Nekatere specializirane znanstvene revije objavljajo samo pregledne članke, v drugih pa le-ti predstavljajo manjši del vsebine. Običajno so recenzirani po podobnem postopku kot izvirni znanstveni članki, vplivni izdajatelj Annual Reviews pa se namesto tega zanaša na uredniški izbor uveljavljenih avtorjev, ki predstavljajo avtoriteto na svojem področju in jih uredništvo povabi k pisanju pregleda, kar je izjema v sodobnem akademskem založništvu.

## Struktura
Oblika preglednih člankov je bolj odprta od oblike izvirnih znanstvenih člankov, ki imajo natančno določeno strukturo. Obstajata dva glavna tipa: »pripovedni« pregledni članki odražajo avtorjevo osebno presojo glede relevantnosti citiranih člankov in sporočila, medtem ko »sistematični« pregledi uporabljajo vnaprej definirano metodologijo za izbor člankov, ki jo uporabijo za objektivnejši pregled. Pripovedni pregled je manj strukturiran in ima dokaj ohlapna merila vključevanja, sistematični pa je bolj temeljit, a imajo kljub temu avtorji nekaj svobode pri oblikovanju pristopa, obsega in poudarkov. Tako se lahko odločijo pregledati vse relevantne raziskave z določenega (pod)področja ali o ožjem strokovnem vprašanju, vse raziskave, ki temeljijo na isti teoriji, ali vse raziskave, ki uporabljajo isto metodo.
Soroden tip objave so metaanalize, ki prav tako povzamejo raziskave na določenem področju, vendar vključujejo novo raven analize, s katero posplošijo izsledke vključenih študij.

## Pomen
V znanosti imajo tovrstne objave precejšen vpliv, njihovi avtorji so nekakšni kuratorji za obravnavano področje in z umeščanjem primarnih objav v kontekst olajšujejo razumevanje drugim ob veliki množici takih objav v sodobni znanosti. V praksi lahko občutno povečajo zanimanje za obravnavano področje in vplivajo na raziskovalno usmeritev, po drugi strani pa zmanjšajo citiranost vključenih člankov na daljši rok, saj avtorji kasnejših raziskav pogosto raje citirajo sam pregledni članek kot izbor primarnih raziskovalnih člankov za umestitev svojega dela v področje.